# بارن، اوتو-گارون
بارن (به فرانسوی: Baren) یک کمون (فرانسه) در فرانسه است که در canton of Saint-Béat واقع شده‌است. بارن ۳٫۰۶ کیلومتر مربع مساحت دارد ۸۰۰ متر بالاتر از سطح دریا واقع شده‌است.